# Partido di Tres de Febrero
Il partido di Tres de Febrero è un dipartimento (partido) dell'Argentina facente parte della provincia di Buenos Aires. Il capoluogo è Caseros. Si tratta di uno dei 24 partidos che compongono la cosiddetta "Grande Buenos Aires". È situato a nord ovest della Capital Federal.

## Toponomastica
Tres de Febrero così chiamato perché in questo periodo dell'anno 1852 ha visto la battaglia di Caseros su questa terra, tra il generale Justo José de Urquiza e Juan Manuel de Rosas, che ha vinto il Generale Urquiza e ha segnato una pietra miliare per il paese.

## Geografia antropica

### Suddivisioni amministrative
Il partido di Tres de Febrero è composto da 15 località:
| Caseros              | 90.313 | 95.785 | 11,20 km² | 8.552,23 ab/km²  |
| Churruca             | 5.784  | 4.099  | 0,40 km²  | 10.247,50 ab/km² |
| Ciudad Jardín        | 17.605 | 16.317 | 2,40 km²  | 6.798,75 ab/km²  |
| Ciudadela            | 73.155 | 73.031 | 6,80 km²  | 10.739,85 ab/km² |
| El Libertador        | 15.108 | 15.027 | 1,30 km²  | 11.559,23 ab/km² |
| José Ingenieros      | 7.223  | 8.208  | 1,10 km²  | 7.461,81 ab/km²  |
| Loma Hermosa         | 17.960 | 18.479 | 3,0 km²   | 6.159,67 ab/km²  |
| Martín Coronado      | 19.121 | 17.090 | 2,30 km²  | 7.430,43 ab/km²  |
| Once de Septiembre   | 4.355  | 6.366  | 0,60 km²  | 10.610,00 ab/km² |
| Pablo Podestá        | 12.852 | 12.762 | 1,40 km²  | 9.115,71 ab/km²  |
| Remedios de Escalada | 11.860 | 13.753 | 0,90 km²  | 15.281,11 ab/km² |
| Sáenz Peña           | 11.542 | 12.258 | 1,20 km²  | 10.215,00 ab/km² |
| Santos Lugares       | 17.023 | 16.526 | 3,20 km²  | 5.164,37 ab/km²  |
| Villa Bosch          | 24.702 | 23.323 | 2,60 km²  | 8.970,38 ab/km²  |
| Villa Raffo          | 7.864  | 7.046  | 0,90 km²  | 7.828,89 ab/km²  |